# Szelomo Awineri

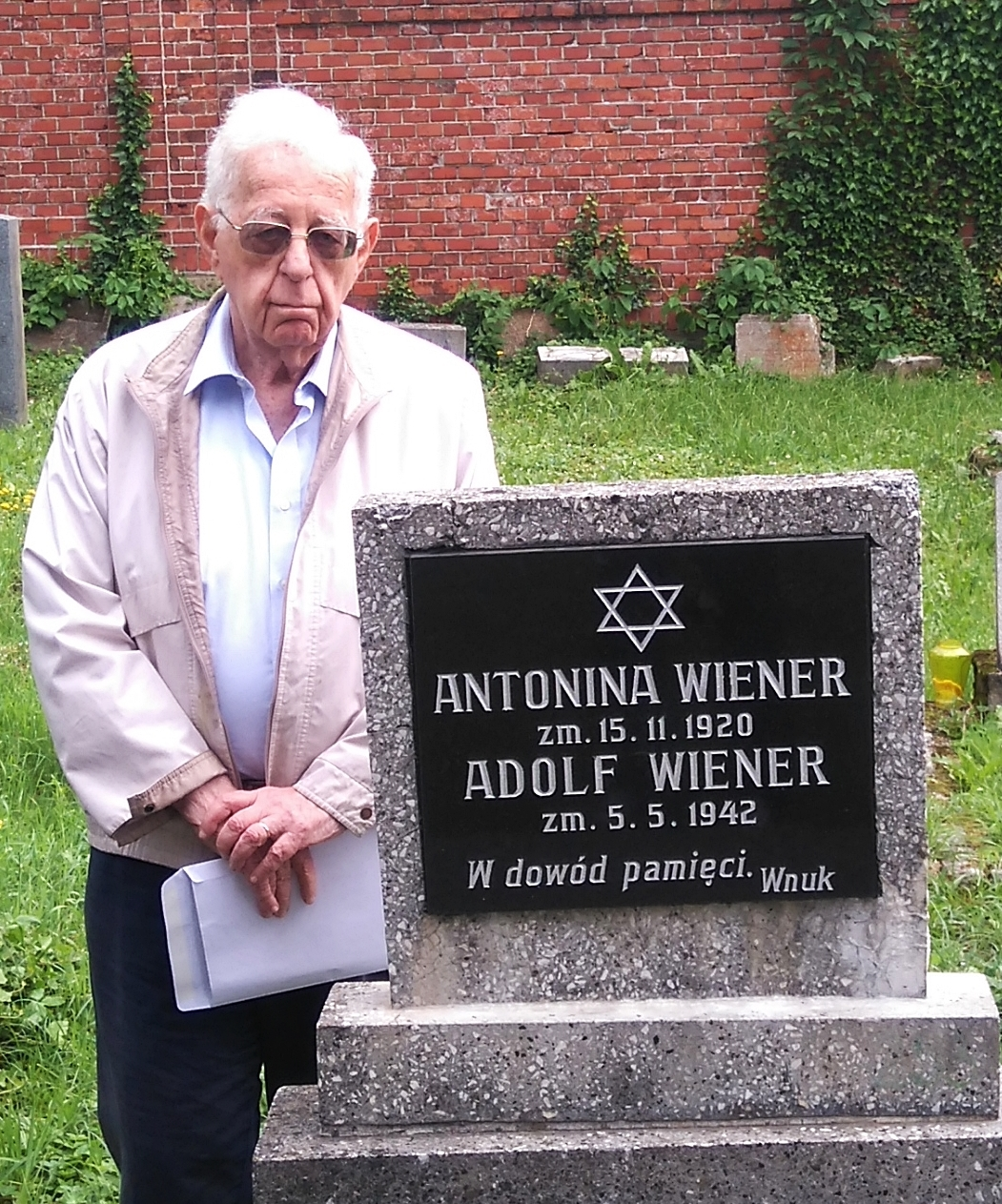
Szelomo Awineri przy nagrobku dziadków na cmentarzu żydowskim w Bielsku-Białej

Szelomo Awineri (ur. 30 sierpnia 1933 w Bielsku jako Jerzy Wiener, zm. 1 grudnia 2023) – żydowski politolog i filozof, w latach 1999–2001 dyrektor Instytutu Studiów Europejskich na Uniwersytecie Hebrajskim w Jerozolimie.

## Życiorys
Urodzony w południowej Polsce młody Avineri wraz z rodziną wyemigrował do Izraela w 1939. Następnie studiował na Uniwersytecie Hebrajskim i w London School of Economics. W latach 1971–1974 był dyrektorem Instytutu Badawczego Eszkol, od roku 1974 do 1976 dziekanem wydziału nauk społecznych, potem przez rok dyrektorem generalnym izraelskiego Ministerstwa Spraw Zagranicznych.
Przewodniczył delegacji Izraela do Rady Głównej UNESCO. W 1979 był członkiem wspólnej egipsko-izraelskiej komisji, która doprowadziła do podpisania Porozumienia ws. Kultury i Nauki pomiędzy oboma krajami.
Jest członkiem Międzynarodowego Instytutu Filozoficznego. Obszarem jego zainteresowań naukowych jest przede wszystkim filozofia społeczna i polityczna Karola Marksa i G.W.F. Hegla, a także historia syjonizmu. Dawał gościnne wykłady na uniwersytetach Yale, Cornella, Kalifornijskim, Weslejańskim, Oksfordzkim, Środkowoeuropejskim w Budapeszcie, Północno-Zachodnim, Australijskim Uniwersytecie Narodowym, w Cardozo School of Law w Nowym Jorku. Jako profesor wizytujący wykładał także w Wilson Center, Brookings Institution i Carnegie Endowment for International Peace (wszystkie w Waszyngtonie), Collegium Budapest, jak również w Instytucie Gospodarki Światowej i Spraw Międzynarodowych (IMEMO) w Moskwie.
Jest kawalerem wielu odznaczeń, m.in. British Council Scholarship (1961), Rubin Prize in the Social Sciences (1968), Naphtali Prize za studia nad Heglem (z 1977), Present Tense Award za studia nad syjonizmem (1982) oraz Izraelskiej Nagrody Państwowej (1996).
Jego książki przetłumaczone zostały na wiele języków świata.

## Najważniejsze prace
- 1968: Myśl społeczna i polityczna Karola Marksa (The Social and Political Thought of Karl Marx)
- 1968: Karol Marks a kolonializm i modernizacja (Karl Marx on Colonialism and Modernization)
- 1971: Izrael i Palestyńczycy (Israel and the Palestinians)
- 1972: Hegla teoria nowoczesnego państwa (Hegel's Theory of the Modern State)
- 1973: Socjalizm Marksa (Marx' Socialism)
- 1977: Odmiany marksizmu (Varieties of Marxism)
- 1981: Tworzenie nowoczesnego syjonizmu (The Making of Modern Zionism)
- 1985: Mojżesz Hess: Prorok komunizmu i syjonizmu (Moses Hess: Prophet of Communism and Zionism)
- 1989: Chaim Arlosoroff: Biografia polityczna (Arlosoroff: A Political Biography)
- 1992: Komunitarianizm i indywidualizm (Communitarianism and Individualism; razem z Avnerem de-Szalit).
- 1998: Prawa tożsamości religijnej: Modele na postkomunizm (The Law of Religious Identity: Models for Post-Communism)
- 2003: Europejskie stulecie niezadowolenia (Europe's Century of Discontent; razem z Zeevem Sternhellem)
- 2004: Mojżesz Hess: Święta historia ludzkości i inne dzieła (Moses Hess: The Holy History of Mankind & Other Writings)
- 2008: Teodor Herzl: Biografia intelektualna (Herzl – An Intellectual Biography)